# Rzeki w Rosji

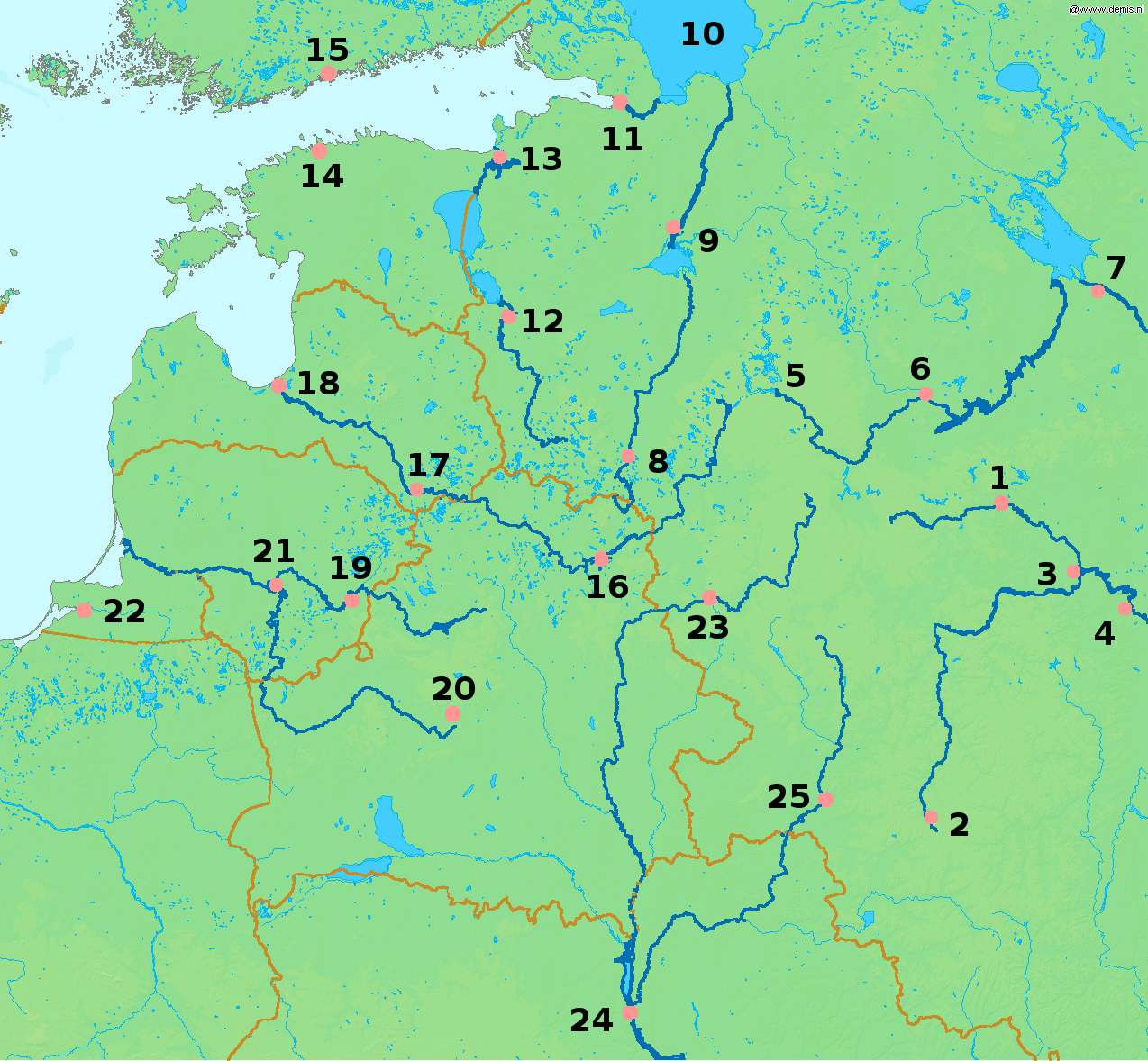
Mapa zachodniej Rosji, przedstawiająca m.in. rzeki wpływające do Bałtyku.

## Najdłuższe rzeki w Rosji
Najdłuższym ciągiem rzecznym w Rosji jest ciąg rzek Czarny Irtysz-Irtysz-Ob o łącznej długości 5410 km.
| nazwa                | długość w km    | długość ciągu rzecznego w km | powierzchnia dorzecza w tys. km² | średni roczny przepływ przy ujściu w m³/s | recypient                  | kontynent |
| -------------------- | --------------- | ---------------------------- | -------------------------------- | ----------------------------------------- | -------------------------- | --------- |
| Lena                 | 4 400           |                              | 2 490                            | 16 400                                    | Morze Łaptiewów            | Azja      |
| Ob                   | 4 338           | 5 410                        | 2 975                            | 12 600                                    | Morze Karskie              | Azja      |
| Jenisej              | 4 102           | 4 782                        | 2 580                            | 19 600                                    | Morze Karskie              | Azja      |
| Wołga                | 3 690           |                              | 1 380                            | 7 600                                     | Morze Kaspijskie           | Europa    |
| Dolna Tunguzka       | 2 989           |                              | 473                              | 3 600                                     | Jenisej                    | Azja      |
| Amur                 | 2 824           | 4 444                        | 1 855                            | 12 500                                    | Morze Ochockie             | Azja      |
| Wiluj                | 2 650           |                              | 454                              | 1 480                                     | Lena                       | Azja      |
| Oleniok              | 2 292           |                              | 292                              |                                           | Morze Łaptiewów            | Azja      |
| Ałdan                | 2 273           |                              | 729                              | 5 110                                     | Lena                       | Azja      |
| Kołyma               | 2 129           | 2 600                        | 644                              | 3 800                                     | Morze Wschodniosyberyjskie | Azja      |
| Irtysz               | 2 010 (w Rosji) |                              | 1 643                            | 2 830                                     | Ob                         | Azja      |
| Don                  | 1 950           |                              | 422                              | 935                                       | Morze Czarne               | Europa    |
| Podkamienna Tunguzka | 1 865           |                              | 249                              | 1560                                      | Jenisej                    | Azja      |
| Witim                | 1 837           | 1 978                        | 225                              | 2 200                                     | Lena                       | Azja      |
| Peczora              | 1 810           |                              | 322                              | 4 060                                     | Morze Barentsa             | Europa    |
| Kama                 | 1 805           |                              | 507                              | 3 500                                     | Wołga                      | Europa    |
| Czułym               | 1 799           | 2 023                        | 134                              | 785                                       | Ob                         | Azja      |
| Angara               | 1 779           |                              | 1 039                            | 2 071                                     | Jenisej                    | Azja      |
| Indygirka            | 1 726           | 1 977                        | 360                              | 1 810                                     | Morze Wschodniosyberyjskie | Azja      |
| Ket                  | 1 621           |                              | 94                               | 560                                       | Ob                         | Azja      |
| Ałazeja              | 1 520           |                              | 65                               | 325                                       | Morze Wschodniosyberyjskie | Azja      |
| Oka                  | 1 480           |                              | 245                              | 1 300                                     | Wołga                      | Europa    |
| Amga                 | 1 462           |                              | 69                               | 190                                       | Ałdan                      | Azja      |
| Olokma               | 1 436           |                              | 210                              | 1 950                                     | Lena                       | Azja      |
| Bieła                | 1 430           |                              | 142                              |                                           | Kama                       | Europa    |
| Kotuj                | 1 409           |                              | 176                              |                                           | Chatanga                   | Azja      |
| Taz                  | 1 401           |                              | 150                              |                                           | Zatoka Tazowska            | Azja      |
| Wiatka               | 1 314           |                              | 129                              |                                           | Kama                       | Europa    |
| Zeja                 | 1 242           |                              |                                  |                                           | Amur                       | Azja      |
| Marcha               | 1 181           |                              | 99                               | 405                                       | Wiluj                      | Azja      |
| Demjanka             | 1 160           |                              | 35                               |                                           | Irtysz                     | Azja      |
| Anadyr               | 1 146           |                              | 191                              | 1 400                                     | Morze Beringa              | Azja      |
| Wyczegda             | 1 130           |                              | 121                              |                                           | Dwina                      | Europa    |
| Omołon               | 1 114           |                              | 114                              | 700                                       | Kołyma                     | Azja      |
| Konda                | 1 097           |                              | 73                               |                                           | Irtysz                     | Azja      |
| Tiung                | 1 092           |                              | 50                               | 180                                       | Wiluj                      | Azja      |
| Om                   | 1 091           |                              | 52                               | 90                                        | Irtysz                     | Azja      |
| Maja                 | 1 087           |                              | 171                              | 1 180                                     | Ałdan                      | Azja      |
| Wasiugan             | 1 082           |                              | 62                               | 345                                       | Ob                         | Azja      |
| Bolszoj Jugan        | 1 063           |                              | 35                               |                                           | Ob                         | Azja      |
| Tura                 | 1 030           |                              | 80                               | 230                                       | Toboł                      | Azja      |
| Jana                 | 872             | 1 492                        | 238                              | 1 000                                     | Morze Łaptiewów            | Azja      |
| Dwina                | 744             | 1 318                        | 357                              | 3 560                                     | Morze Białe                | Europa    |
| Klaźma               | 686             |                              | 43                               |                                           | Oka                        | Europa    |
| Łuza                 | 574             |                              | 18,3                             |                                           | Jug                        | Europa    |
| Moskwa               | 502             |                              | 17,5                             |                                           | Oka                        | Europa    |
| Chatanga             | 227             | 1 636                        | 364                              | 3 286                                     | Morze Łaptiewów            | Azja      |
| Łała                 | 172             |                              | 1,01                             |                                           | Łuza                       | Europa    |
| Newa                 | 73              |                              |                                  |                                           | Zatoka Fińska              | Europa    |

## Rzeki Rosji wedługzlewisk
Rzeki uporządkowane według położenia ujść, idąc wzdłuż wybrzeża Rosji od zachodu na wschód. (L) oznacza lewy dopływ rzeki nadrzędnej, (P) – prawy; dopływy uporządkowane od górnego do dolnego biegu rzeki nadrzędnej.

### Morze Bałtyckie
- Pregoła
  - Łyna (L)
- Niemen
  - Szeszupa (L)
- Zachodnia Dźwina
  - Wieliesa
  - Toropa
  - Mieża
    - Obsza

  - Kaspla
  - Dryssa
- Narwa
- Ługa
- Newa

### Morze BarentsaiMorze Białe
- Onega
- Dwina
  - Jug
    - Łuza
      - Łała
- Mezeń
  - Waszka
- Peczora
  - Usa (P)
    - Workuta (P)

  - Iżma (L)
- Tułoma

### Morze Karskie
- Sawina
- Juribiej
- Ob
  - Katuń
    - Koksa
    - Argut
    - Czuja
    - Ursuł
    - Isza
    - Kamienka

  - Bija
    - Sarykoksza
      - Ujmień

    - Liebied
    - Nienia

  - Piesczanaja
  - Anuj
  - Czarysz (L)
    - Inia

  - Bolszaja Rieczka
  - Alej
  - Barnaułka
  - Czumysz
    - Toguł

  - Inia
  - Wierchnij Suzun
  - Niżnij Suzun
  - Inia
    - Ur

  - Wjuna
  - Tom
    - Aba
    - Biel-Su
    - Kondoma
    - Mras-Su
    - Tutujas
    - Usa
    - Uszajka

  - Szegarka
  - Czułym
    - Cziet
    - Cziczkajuł
    - Ułujuł

  - Czaja
    - Parbig
      - Andarma

  - Ket
    - Orłowka
      - Rassomacha

    - Lisica
    - Jełtyriewa

  - Pajdugina
  - Parabiel
    - Kionga
    - Czuzik

  - Wasiugan
    - Cziertała
    - Jagyljak
    - Niurolka
    - Cziżapka

  - Tym
    - Kosies
    - Sangilka

  - Kijewskij Jegan
  - Łarjegan
  - Wach (dopływ Obu)
    - Kułynigoł
    - Sabun
    - Kolikjegan

  - Agan
    - Tromjegan

  - Bolszoj Jugan
  - Pim
  - Lamin
  - Irtysz
    - Om
      - Icza
      - Kama
      - Tara
      - Tartas

    - Tara
      - Czieka

    - Uj
    - Bolszoj Ajew
    - Szisz
    - Tuj
    - Iszym
    - Wagaj
      - Jemiec
      - Bałachlej
      - Agitka
      - Aszłyk

    - Toboł
      - Ajat (dopływ Tobołu)
        - Kartały-Ajat
        - Arczagały-Ajat

      - Uj
        - Uwielka
        - Toguzak

      - Jurgamysz
      - Sujer
      - Isiet
        - Sinara
        - Tiecza
        - Miass

      - Tał
      - Tura
        - Sałda
        - Tagił
        - Nica
          - Nejwa
          - Rież
          - Irbit

        - Pyszma
          - Bielakowka

      - Iska
      - Tawda
        - Sośwa
          - Turja
            - Ustieja
            - Antipinskij Istok
            - Łob

          - Kakwa
          - Lala
            - Łobwa

        - Łoźwa
        - Wagil
        - Piełym
        - Cziernaja
        - Karabaszka

    - Noska
      - Łajma

    - Turtas
      - Bolszoj Turtas
      - Małyj Turtas

    - Tiuma
    - Diemjanka
      - Tugus
      - Urna
      - Imgysz
      - Bolszoj Kunjak
      - Kieum

    - Konda
    - Kaldżir
    - Kurczum
    - Narym
    - Buktyrma
    - Ulba
    - Uba
    - Kyzyłsu
    - Czar
    - Osza

  - Kazym
  - Mały Ob
    - Sośwa Północna
      - Lapin

  - Połuj
- Nadym
- Pur
  - Piakupur
- Taz
- Miessojacha
- Tanama
- Bolszaja Cheta
- Jenisej
  - Wielki Jenisej
    - Cham-Syra

  - Mały Jenisej
  - Chiemczyk
  - Kiebież
    - Oja

  - Abakan
  - Tuba
    - Kazyr
      - Kizir

    - Szusz

  - Otrok
    - Syda

  - Sisim
  - Dierbina
  - Mana
  - Kan
    - Aguł

  - Angara
    - Biełaja
    - Irkut
    - Kitoj
    - Oka
    - Ija
    - Tuszama
    - Kowa
    - Czadobiec
    - Mura
    - Irkiniejewa
    - Tasiejewa
      - Czuna
        - Uda

      - Biriusa (Ona)
        - Bolszaja Biriusa
        - Małaja Biriusa
        - Taguł

    - Urik

  - Kiem
  - Bolszoj Pit
  - Sym
  - Dubczies
  - Podkamienna Tunguzka
    - Tetere
    - Katanga
    - Kama
    - Czunia
      - Siewiernaja Czunia
      - Jużnaja Czunia
      - Wierchniaja Czunku
      - Tyczany

    - Wielmo

  - Bachta
    - Jełoguj
    - Dolna Tunguzka
      - Ilimpieja
      - Jejka
      - Nidym
      - Wiwi
      - Tajmura
      - Uczami
      - Tutonczana
      - Siewiernaja
      - Koczieczum
      - Nepa

    - Kurejka
    - Kantiegir

  - Piasina
    - Dudypta
    - Agapa
    - Jangoda
    - Tarieja
    - Pura

  - Leniwaja
  - Niżniaja Tajmyra
    - Szrienk

### Morze Łaptiewów
- Chatanga
  - Popigaj (P)
    - Rassocha (L)

- Lena
  - Kirenga (P)
  - Czaja (P)
  - Czuja (P)
  - Witim (P)
    - Karienga (P)
    - Kałakan (P)
    - Kałar (P)
    - Cypa (L)
    - Muja (L)
    - Mamakan (L)
    - Mama (rzeka) (L)

  - Peleduj (L)
  - Niuja (L)
  - Wielki Patom (P)
  - Olokma (P)
    - Niukża (P)
    - Czara (L)
      - Tokko (P)
      - Żuja (L)

  - Namana (L)
  - Marcha (L)
  - Siniaja (L)
  - Buotama (P)
  - Ałdan (P)
    - Timpton (P)
    - Uczur (P)
      - Gonam (L)

    - Maja (P)
      - Majmakan (L)
      - Judoma (P)

    - Ałłach-Juń (P)
    - Tyry (P)
    - Amga (L)
    - Tompo (P)

  - Łungcha (L)
  - Wiluj (L)
    - Czona (P)
    - Oczczuguj-Botuobuja (P)
      - Irelach (L)

    - Ygyatta (L)
    - Marcha (L)
    - Tiukian (L)
    - Tiung (L)

  - Linde (L)
  - Muna (L)
  - Menkere (P)
  - Mołodo (L)

- Omołoj

- Jana
  - Adycza (P)
    - Nelgese (L)
    - Tuostach (P)

  - Bytantaj (L)

### Morze Wschodniosyberyjskie
- Chroma

- Indygirka
  - Elgi (L)
  - Nera (P)
  - Moma (P)
  - Selenniach (L)
  - Badiaricha (P)
  - Ujandina (L)
    - Chatyngnach (L)

  - Ałłaicha (L)
  - Biorioloch (L)

- Ałazeja
  - Rossocha (L)

- Kołyma
  - Jasaczna (L)
    - Omulowka (L)
    - Rassocha (L)

  - Sededema (L)

### Morze Beringa
- Anadyr

### Morze Ochockie
- Amur

### Morze CzarneiMorze Azowskie
- Don

### Morze Kaspijskie
- Wołga
- Ural

### Jeziora

#### Bajkał
- Selenga
- Górna Angara
- Barguzin